# Łyżwiarstwo szybkie na Zimowych Igrzyskach Olimpijskich 1976
Zawody w łyżwiarstwie szybkim na Zimowych Igrzyskach Olimpijskich 1976 odbywały się w dniach 5 lutego – 14 lutego 1976 roku, do rywalizacji przystąpili mężczyźni i kobiety. Zawodnicy walczyli w pięciu konkurencjach: na 500 m, 1000 m, 1500 m, 5000 m, 10 000 m, a zawodniczki na dystansie: 500 m, 1000 m, 1500 m i 3000 m. Łącznie rozdanych zostało zatem osiem kompletów medali. Zawody odbywały się na torze lodowym Olympia Eisstadion Innsbruck.

## Terminarz
| Data           | Miejscowość | Konkurencja       | Złoto             | Srebro              | Brąz             |
| -------------- | ----------- | ----------------- | ----------------- | ------------------- | ---------------- |
| 5 lutego 1976  | Innsbruck   | 1500 m kobiet     | Galina Stiepanska | Sheila Young        | Tatjana Awierina |
| 6 lutego 1976  | Innsbruck   | 500 m kobiet      | Sheila Young      | Cathy Priestner     | Tatjana Awierina |
| 7 lutego 1976  | Innsbruck   | 1000 m kobiet     | Tatjana Awierina  | Leah Poulos         | Sheila Young     |
| 8 lutego 1976  | Innsbruck   | 3000 m kobiet     | Tatjana Awierina  | Andrea Mitscherlich | Lisbeth Korsmo   |
| 10 lutego 1976 | Innsbruck   | 500 m mężczyzn    | Jewgienij Kulikow | Walerij Muratow     | Dan Immerfall    |
| 11 lutego 1976 | Innsbruck   | 5000 m mężczyzn   | Sten Stensen      | Piet Kleine         | Hans van Helden  |
| 12 lutego 1976 | Innsbruck   | 1000 m mężczyzn   | Peter Mueller     | Jørn Didriksen      | Walerij Muratow  |
| 13 lutego 1976 | Innsbruck   | 1500 m mężczyzn   | Jan Egil Storholt | Jurij Kondakow      | Hans van Helden  |
| 14 lutego 1976 | Innsbruck   | 10 000 m mężczyzn | Piet Kleine       | Sten Stensen        | Hans van Helden  |

## Mężczyźni

### 500 m
| Miejsce | Państwo           | Zawodnik          | Czas  | Strata |
| ------- | ----------------- | ----------------- | ----- | ------ |
|         | ZSRR              | Jewgienij Kulikow | 39.17 | OR     |
|         | ZSRR              | Walerij Muratow   | 39.25 | +0.08  |
|         | Stany Zjednoczone | Dan Immerfall     | 39.54 | +0.37  |
| 4.      | Szwecja           | Mats Wallberg     | 39.56 | +0.39  |
| 5.      | Stany Zjednoczone | Peter Mueller     | 39.57 | +0.40  |
| 6.      | Norwegia          | Arnulf Sunde      | 39.78 | +0.61  |
|         | Holandia          | Jan Bazen         | 39.78 | +0.61  |
| 8.      | ZSRR              | Andriej Malikow   | 39.85 | +0.68  |
| 9.      | Szwecja           | Oloph Granath     | 39.93 | +0.76  |
| 10.     | Stany Zjednoczone | Jim Chapin        | 40.09 | +0.92  |

Data: 10 lutego 1976

### 1000 m
| Miejsce | Państwo           | Zawodnik           | Czas    | Strata |
| ------- | ----------------- | ------------------ | ------- | ------ |
|         | Stany Zjednoczone | Peter Mueller      | 1:19.32 | OR     |
|         | Norwegia          | Jørn Didriksen     | 1:20.45 | +1.13  |
|         | ZSRR              | Walerij Muratow    | 1:20.57 | +1.25  |
| 4.      | ZSRR              | Aleksandr Safronow | 1:20.84 | +1.52  |
| 5.      | Holandia          | Hans van Helden    | 1:20.85 | +1.53  |
| 6.      | Kanada            | Gaétan Boucher     | 1:21.23 | +1.91  |
| 7.      | Szwecja           | Mats Wallberg      | 1:21.27 | +1.95  |
| 8.      | Finlandia         | Pertti Niittylä    | 1:21.43 | +2.11  |
| 9.      | RFN               | Horst Freese       | 1:21.48 | +2.16  |
| 10.     | NRD               | Klaus Wunderlich   | 1:21.67 | +2.25  |

Data: 12 lutego 1976

### 1500 m
| Miejsce | Państwo           | Zawodnik          | Czas    | Strata |
| ------- | ----------------- | ----------------- | ------- | ------ |
|         | Norwegia          | Jan Egil Storholt | 1:59.38 | OR     |
|         | ZSRR              | Jurij Kondakow    | 1:59.97 | +0.59  |
|         | Holandia          | Hans van Helden   | 2:00.87 | +1.49  |
| 4.      | ZSRR              | Siergiej Riabiew  | 2:02.15 | +2.77  |
| 5.      | Stany Zjednoczone | Daniel Carroll    | 2:02.26 | +2.88  |
| 6.      | Holandia          | Piet Kleine       | 2:02.28 | +2.90  |
| 7.      | Stany Zjednoczone | Eric Heiden       | 2:02.40 | +3.02  |
| 8.      | Australia         | Colin Coates      | 2:03.34 | +3.96  |
| 9.      | NRD               | Klaus Wunderlich  | 2:03.41 | +4.03  |
| 10.     | Finlandia         | Olavi Köppä       | 2:03.69 | +4.31  |

Data: 13 lutego 1976

### 5000 m
| Miejsce | Państwo           | Zawodnik          | Czas    | Strata |
| ------- | ----------------- | ----------------- | ------- | ------ |
|         | Norwegia          | Sten Stensen      | 7:24.48 |        |
|         | Holandia          | Piet Kleine       | 7:26.47 | +1.99  |
|         | Holandia          | Hans van Helden   | 7:26.54 | +2.06  |
| 4.      | ZSRR              | Wiktor Warłamow   | 7:30.97 | +6.49  |
| 5.      | NRD               | Klaus Wunderlich  | 7:33.82 | +9.34  |
| 6.      | Stany Zjednoczone | Daniel Carroll    | 7:36.46 | +11.98 |
| 7.      | ZSRR              | Władimir Iwanow   | 7:37.73 | +13.25 |
| 8.      | Szwecja           | Örjan Sandler     | 7:39.69 | +15.21 |
| 9.      | Norwegia          | Jan Egil Storholt | 7:40.60 | +16.12 |
| 10.     | Australia         | Colin Coates      | 7:41.96 | +17.48 |

Data: 11 lutego 1976

### 10 000 m
| Miejsce | Państwo           | Zawodnik        | Czas     | Strata |
| ------- | ----------------- | --------------- | -------- | ------ |
|         | Holandia          | Piet Kleine     | 14:50.59 | OR     |
|         | Norwegia          | Sten Stensen    | 14:53.30 | +2.71  |
|         | Holandia          | Hans van Helden | 15:02.02 | +11.43 |
| 4.      | ZSRR              | Wiktor Warłamow | 15:06.06 | +15.47 |
| 5.      | Szwecja           | Örjan Sandler   | 15:16.21 | +25.62 |
| 6.      | Australia         | Colin Coates    | 15:16.80 | +26.21 |
| 7.      | Stany Zjednoczone | Daniel Carroll  | 15:19.29 | +28.70 |
| 8.      | Szwajcaria        | Franz Krienbühl | 15:36.43 | +45.84 |
| 9.      | Finlandia         | Olavi Köppä     | 15:39.73 | +49.14 |
| 10.     | Norwegia          | Amund Sjøbrend  | 15:43.29 | +53.56 |

Data: 14 lutego 1976

## Kobiety

### 500 m
| Miejsce | Państwo           | Zawodniczka             | Czas  | Strata |
| ------- | ----------------- | ----------------------- | ----- | ------ |
|         | Stany Zjednoczone | Sheila Young            | 42.76 | OR     |
|         | Kanada            | Cathy Priestner         | 43.12 | +0.36  |
|         | ZSRR              | Tatjana Awierina        | 43.17 | +0.41  |
| 4.      | Stany Zjednoczone | Leah Poulos             | 43.21 | +0.45  |
| 5.      | ZSRR              | Wiera Krasnowa          | 43.23 | +0.47  |
| 6.      | ZSRR              | Lubow Sadczikowa        | 43.80 | +1.04  |
| 7.      | Japonia           | Makiko Nagaya           | 43.88 | +1.12  |
| 8.      | Finlandia         | Paula-Irmeli Halonen    | 43.99 | +1.23  |
| 9.      | Stany Zjednoczone | Lori Monk               | 44.00 | +1.24  |
| 10.     | NRD               | Heike Lange             | 44.21 | +1.45  |
| . . .   |                   |                         |       |        |
| 14.     | Polska            | Stanisława Pietruszczak | 44.68 | +1.92  |
| 18.     | Polska            | Erwina Ryś              | 45.37 | +2.61  |
| 26.     | Polska            | Ewa Malewicka           | 46.67 | +3.91  |

Data: 6 lutego 1976

### 1000 m
| Miejsce | Państwo           | Zawodniczka      | Czas    | Strata |
| ------- | ----------------- | ---------------- | ------- | ------ |
|         | ZSRR              | Tatjana Awierina | 1:26.43 | OR     |
|         | Stany Zjednoczone | Leah Poulos      | 1:28.57 | +0.14  |
|         | Stany Zjednoczone | Sheila Young     | 1:29.14 | +0.71  |
| 4.      | Kanada            | Sylvia Burka     | 1:29.47 | +1.04  |
| 5.      | RFN               | Monika Holzner   | 1:29.54 | +1.11  |
| 6.      | Kanada            | Cathy Priestner  | 1:29.66 | +1.23  |
| 7.      | ZSRR              | Ludmiła Titowa   | 1:30.06 | +1.63  |
| 8.      | NRD               | Heike Lange      | 1:30.55 | +2.12  |
| 9.      | Japonia           | Makiko Nagaya    | 1:31.23 | +2.80  |
| 10.     | Polska            | Erwina Ryś       | 1:31.59 | +3.16  |
| . . .   |                   |                  |         |        |
| 19.     | Polska            | Ewa Malewicka    | 1:33.89 | +7.46  |
| 26.     | Polska            | Janina Korowicka | 1:35.81 | +9.38  |

Data: 7 lutego 1976

### 1500 m
| Miejsce | Państwo           | Zawodniczka         | Czas    | Strata |
| ------- | ----------------- | ------------------- | ------- | ------ |
|         | ZSRR              | Galina Stiepanska   | 2:16.58 | OR     |
|         | Stany Zjednoczone | Sheila Young        | 2:17.06 | +0.48  |
|         | ZSRR              | Tatjana Awierina    | 2:17.96 | +1.38  |
| 4.      | Norwegia          | Lisbeth Korsmo      | 2:18.99 | +2.41  |
| 5.      | NRD               | Karin Kessow        | 2:19.05 | +2.47  |
| 6.      | Stany Zjednoczone | Leah Poulos         | 2:19.11 | +2.53  |
| 7.      | NRD               | Ines Bautzmann      | 2:19.63 | +3.05  |
| 8.      | Polska            | Erwina Ryś          | 2:19.69 | +3.11  |
| 9.      | Kanada            | Sylvia Burka        | 2:19.74 | +3.16  |
| 10.     | NRD               | Andrea Mitscherlich | 2:20.05 | +3.47  |
| . . .   |                   |                     |         |        |
| 18.     | Polska            | Ewa Malewicka       | 2:24.26 | +7.68  |
| 19.     | Polska            | Janina Korowicka    | 2:24.30 | +7.72  |

Data: 5 lutego 1976

### 3000 m
| Miejsce | Państwo           | Zawodniczka          | Czas    | Strata |
| ------- | ----------------- | -------------------- | ------- | ------ |
|         | ZSRR              | Tatjana Awierina     | 4:45.19 | OR     |
|         | NRD               | Andrea Mitscherlich  | 4:45.23 | +0.04  |
|         | Norwegia          | Lisbeth Korsmo       | 4:45.24 | +0.05  |
| 4.      | NRD               | Karin Kessow         | 4:45.60 | +0.41  |
| 5.      | NRD               | Ines Bautzmann       | 4:46.67 | +1.48  |
| 6.      | Szwecja           | Sylvia Filipsson     | 4:48.15 | +2.96  |
| 7.      | Stany Zjednoczone | Nancy Swider-Peltz   | 4:48.46 | +3.27  |
| 8.      | Kanada            | Sylvia Burka         | 4:49.04 | +3.86  |
| 9.      | Holandia          | Sijtje van der Lende | 4:50.86 | +5.67  |
| 10.     | Polska            | Erwina Ryś           | 4:50.95 | +5.76  |
| . . .   |                   |                      |         |        |
| 16.     | Polska            | Janina Korowicka     | 4:57.48 | +12.29 |
| 25.     | Polska            | Ewa Malewicka        | 5:08.79 | +23.50 |

Data: 8 lutego 1976

## Tabela medalowa
| Lp. | Kraj              | złoto | srebro | brąz | razem |
| --- | ----------------- | ----- | ------ | ---- | ----- |
| 1.  | ZSRR              | 4     | 2      | 3    | 9     |
| 2.  | Stany Zjednoczone | 2     | 2      | 2    | 6     |
| 3.  | Norwegia          | 2     | 2      | 1    | 5     |
| 4.  | Holandia          | 1     | 1      | 3    | 5     |
| 5.  | Kanada            | 0     | 1      | 0    | 1     |
| 5.  | NRD               | 0     | 1      | 0    | 1     |